# Charles Wheatstone
Sir Charles Wheatstone [ˈwiːtstən] (* 6. Februar 1802 in Gloucester; † 19. Oktober 1875 in Paris) war ein britischer Physiker.

## Leben und Wirken

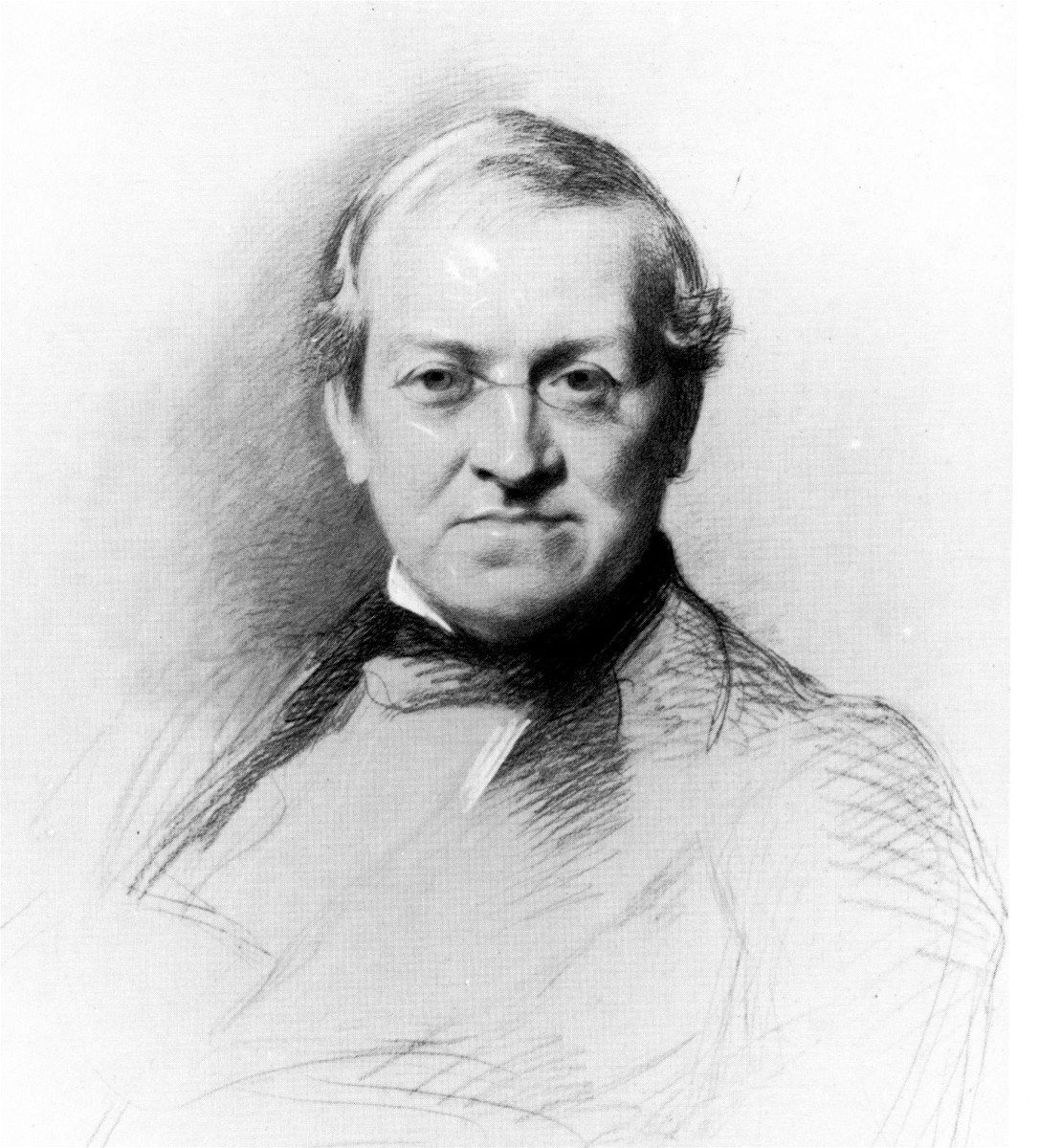
Charles Wheatstone

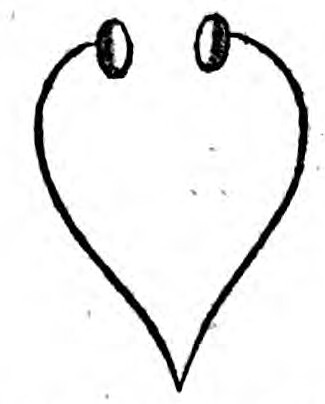
Akustisches Mikrophon von Charles Wheatstone (um 1827)

Nach dem Besuch mehrerer Schulen arbeitete sich Wheatstone in das Handwerk seines Onkels, den Musikinstrumentenbau, ein und übernahm dessen Geschäft in London nach seinem Ableben im Jahr 1823 zusammen mit seinem Bruder William. Charles hatte kein großes Interesse an kommerziellen und handwerklichen Tätigkeiten, und so konzentrierte er sich mehr auf die Verbesserung von Instrumenten und die Entwicklung technischer Hilfsmittel. So entwickelte er um 1827 ein Instrument, „welches die schwächsten Töne hörbar macht, und deshalb füglich Mikrophon genannt werden kann.“ Es war jedoch kein Mikrofon im heutigen Sinne (das Schall in elektrische Spannungsänderungen umwandelt), sondern arbeitete – ähnlich wie ein akustisches Stethoskop – rein mechanisch: Es bestand aus zwei Eisen- oder Messingdrähten, die an je einem Ende verschweißt wurden, sodass sie eine Spitze bildeten. An den anderen beiden Enden war je ein Metallblech angebracht. Legte man die Metallbleche an die Ohren (wo sie infolge der Federspannung der Drähte angedrückt wurden) und legte man die Spitze auf einen tönenden Körper, so konnte man die Töne deutlicher hören.
1829 zog er sich gänzlich aus dem Geschäft zurück. 1834 wurde er Professor für Experimentalphysik am King’s College in London.
Wheatstone begann früh mit physikalisch-akustischen Experimenten, in denen er die Schallübertragung, stehende Wellen und Musikinstrumente untersuchte. 1828 erfand er das Symphonium, ein Vorläuferinstrument der akkordeonähnlichen Konzertina. Er entwarf 1833 in einer der Royal Society vorgelegten Abhandlung das Prinzip der Überlagerung kleiner Bewegungen für die Chladnischen Klangfiguren. Dann wandte er sich der Optik und Elektrotechnik zu und erkannte 1833 die Bedeutung der von Samuel Hunter Christie erfundenen Brückenschaltung für die exakte Messung elektrischer Widerstände, die später als Wheatstonesche Messbrücke bekannt wurde.
Im Jahr 1835 führte Wheatstone einen nach der Beschreibung von Wolfgang von Kempelen gebauten Sprechapparat vor.
1840 erfand er einen stufenlos regelbaren Widerstand (Rheostat) und 1833 das Spiegelstereoskop, mit dem er die Spektrallinien von Funkenentladungen bestimmte. 1834 ermittelte Wheatstone erstmals die Fortpflanzungsgeschwindigkeit des elektrischen Stroms in metallischen Leitern. Im Folgenden entwickelte er zusammen mit dem Elektrotechniker William Fothergill Cooke zwei Telegrafiegeräte – den Nadeltelegrafen und den Zeigertelegrafen. Letzterer fand verbreitete Anwendung und wurde später von der Morsetelegrafie verdrängt. Die Sende- und Empfangsvorrichtung des Zeigertelegrafen bestand aus der Bewegung eines Zeigers zu einzelnen Buchstaben und Ziffern, die eine jeweils unterschiedliche Anzahl von Stromstößen hervorrief. 1854 erfand Wheatstone das Playfair-Verfahren zur manuellen Verschlüsselung von Nachrichten.
Fast zur selben Zeit wie Werner von Siemens entdeckte und publizierte Wheatstone auch das dynamoelektrische Prinzip. Wheatstone’s Vortrag vor der Royal Academy am 14. Februar 1867 folgte unmittelbar dem Beitrag William Siemens’, der die Arbeit seines Bruders Werner von Siemens vorgestellt hatte. Den Vorträgen vor der Royal Society war die Veröffentlichung der ersten wissenschaftlichen Darstellung des dynamoelektrischen Prinzips vor der Berliner Akademie der Wissenschaften am 17. Januar 1867 vorausgegangen.
Wheatstone befasste sich mit der Parallelschaltung von Anker- und Feldwicklung im Gegensatz zur Siemensschen Variante mit einer Reihenschaltung. Die Version von Wheatstone erwies sich später vor allem für die Kraftwerkstechnik als bedeutender.
Wheatstone und sein Freund Lyon Playfair, 1. Baron Playfair, betrieben die Kryptografie als Hobby. Damals erschienen in der Londoner Times oft Privatanzeigen in verschlüsselter Form. Die beiden machten sich einen Spaß daraus, diese Geheimbotschaften zu entschlüsseln. Besonders die Anzeigen von Liebespaaren hatten es ihnen angetan. Wheatstone entwickelte ein manuelles Verschlüsselungsverfahren, das auf Buchstabenpaaren basierte. Playfair veröffentlichte es später und so erhielt dieses Verfahren seinen Namen.

## Ehrungen

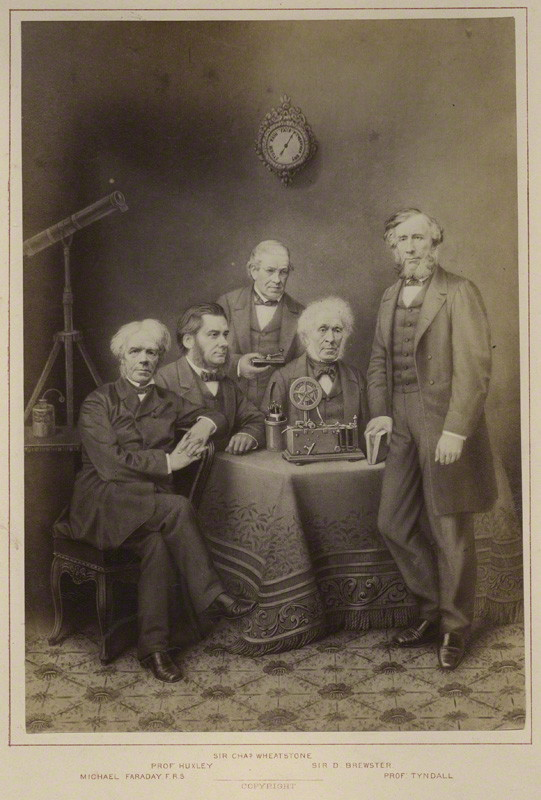
Charles Wheatstone (Mitte)

1836 wurde er zum Mitglied („Fellow“) der Royal Society gewählt, die ihn zweimal (1840 und 1843) mit der Royal Medal und 1868 mit der Copley Medal auszeichnete. 1842 wurde er korrespondierendes und später auswärtiges Mitglied der Académie des sciences. Seit 1849 war er assoziiertes Mitglied der Académie royale des Sciences, des Lettres et des Beaux-Arts de Belgique. 1867 wurde er zum Ehrenmitglied (Honorary Fellow) der Royal Society of Edinburgh gewählt. Außerdem war er seit 1868 Träger des Ordens Pour le mérite für Wissenschaft und Künste. Ebenfalls 1868 wurde er in die American Academy of Arts and Sciences gewählt. Nach Auszeichnungen in verschiedenen Ländern folgte 1868 seine Adelung als Knight Bachelor.
Nach Wheatstone sind in der Antarktis der Wheatstone-Gletscher auf der Antarktischen Halbinsel und das Kap Wheatstone an der Ostküste des Viktorialands benannt. Auch eine, heute ungebräuchliche, Einheit für den elektrischen Widerstand wurde nach ihm benannt.